# Jimmy Conrad
Jimmy Conrad, né le 12 février 1977 à Arcadia, est un ancien joueur international américain de soccer. Il jouait au poste de défenseur.

## Carrière

### En équipe nationale
Il a participé à la Gold Cup (CONCACAF) en 2005.
Conrad participe à la coupe du monde 2006 avec l'équipe des États-Unis.

### Reconversion
Aujourd'hui Conrad est un journaliste pour la chaine Youtube "Kicktv". 

## Palmarès

### Collectif
- États-Unis
  - Vainqueur de la Gold Cup en 2005
- Earthquakes de San José
  - Vainqueur de la Coupe MLS en 2001
- Wizards de Kansas City
  - Vainqueur de la Coupe des États-Unis en 2004

### Individuel
Il est récipiendaire du Trophée du défenseur de l'année de MLS en 2005.